# Microregione di Toledo
Toledo è una microregione del Paraná in Brasile, appartenente alla mesoregione di Oeste Paranaense.

## Comuni
È suddivisa in 21 comuni:
- Assis Chateaubriand
- Diamante D'Oeste
- Entre Rios do Oeste
- Formosa do Oeste
- Guaíra
- Iracema do Oeste
- Jesuítas
- Marechal Cândido Rondon
- Maripá
- Mercedes
- Nova Santa Rosa
- Ouro Verde do Oeste
- Palotina
- Pato Bragado
- Quatro Pontes
- Santa Helena
- São José das Palmeiras
- São Pedro do Iguaçu
- Terra Roxa
- Toledo
- Tupãssi